# Bembrops macromma
Bembrops macromma är en fiskart som beskrevs av Ginsburg, 1955. Bembrops macromma ingår i släktet Bembrops och familjen Percophidae. Inga underarter finns listade.